# Yangcheng, Guangdong
Yangcheng (kinesiska: 阳城) är en köping i sydöstra Kina. Den ligger i Yangshan härad i staden Qingyuan i provinsen Guangdong,, omkring 160 kilometer nordväst om provinshuvudstaden Guangzhou. Antalet invånare är 103 263. Befolkningen består av 51 619 kvinnor och 51 644 män. Barn under 15 år utgör 17,0 %, vuxna 15-64 år 72 %, och äldre över 65 år 9,0 %.